# Éclaires
Éclaires is een gemeente in het Franse departement Marne (regio Grand Est) en telt 93 inwoners (2009). De plaats maakt deel uit van het arrondissement Châlons-en-Champagne.

## Geografie
De oppervlakte van Éclaires bedraagt 10,3 km², de bevolkingsdichtheid is dus 9 inwoners per km².
De onderstaande kaart toont de ligging van Éclaires met de belangrijkste infrastructuur en aangrenzende gemeenten.

## Demografie
Onderstaande figuur toont het verloop van het inwonertal (bron: INSEE-tellingen).